# Зенненхунды
Зенненхунды или швейцарские пастушьи собаки — группа пород собак. Страна происхождения — Швейцария. Отличаются характерным трёхцветным окрасом, плотным телосложением и спокойным нравом. Имеют несколько назначений, в том числе используются как пастушьи собаки в традиционном стиле, собаки-поводыри, в поисково-спасательной службе, крупные разновидности также использовались человеком для транспортировки грузов в трудно проходимых горных местностях.
Разновидности:
- Большой швейцарский зенненхунд
- Бернский зенненхунд
- Аппенцеллер зенненхунд
- Энтлебухер зенненхунд